# Lambidou
Lambidou is een gemeente (commune) in de regio Kayes in Mali. De gemeente telt 14.800 inwoners (2009).
De gemeente bestaat uit de volgende plaatsen:
- Kary
- Koumarenga
- Lambidou
- Singoné